# Ascorhynchus pararmatus
Ascorhynchus pararmatus is een zeespin uit de familie Ascorhynchidae. De soort behoort tot het geslacht Ascorhynchus. Ascorhynchus pararmatus werd in 1975 voor het eerst wetenschappelijk beschreven door Stock. 